# باريس-نيس 2012
باريس-نايس 2012 (بالإنجليزية: 2012 Paris–Nice)‏ هو سباق دراجات هوائية أقيم بتاريخ 4–11 مارس، تكون السباق من 8 مراحل وامتدّ لمسافة 1155.5 كم بسرعة 40.969 كم/س، استغرق السباق 28 ساعة 12 دقيقة 16 ثانية. فاز به البريطاني برادلي ويغينز.

## الترتيب
| م                     | الدرّاج        | البلد           | الزمن                     |
| --------------------- | ------------- | --------------- | ------------------------- |
| الفائز بالترتيب العام | برادلي ويغينز | بريطانيا العظمى | 28 ساعة 12 دقيقة 16 ثانية |
| حسب النقاط            | برادلي ويغينز | بريطانيا العظمى | -                         |